# Дестрник
Дестрник (словен. Destrnik) — поселення в общині Дестрник, Подравський регіон‎, Словенія.